# Emma Mogensen
Emma Mogensen (født d. 24. september 1994) er en dansk håndboldspiller, der spiller for Aarhus United. Hun har tidligere optrådt for SK Aarhus og er desuden anfører for Aarhus United.
Hun har flere U-landsholdskampe på CV'et.
Desuden spiller hun på landsholdet i strandhåndbold. I 2019 var hun med til at vinde Europamesterskabet i Strandhåndbold med det danske landshold.